# Ṛ

R latina con punto debajo

Ṛ (minúscula: ṛ) es una letra del alfabeto latino, formada a partir de R con la adición de un punto debajo de la letra. Se utiliza en la transliteración de lenguas afroasiáticas para representar una "r enfática". Se utiliza en la transliteración de lenguas indoarias e iraníes orientales para representar una r silábica o una r retrofleja.
En el Alfabeto Internacional de Transliteración Sánscrita utilizado para el sánscrito y los idiomas relacionados, ṛ representa una r silábica. En las transliteraciones de los idiomas indoarios modernos que utilizan la norma ISO 15919 o esquemas similares, ṛ representa una grafía retrofleja /ɽ/.
El superíndice Ṛ se usó ampliamente en el inglés del siglo XIX y principios del XX en abreviaturas de meses y nombres personales, como en NovṚ (Noviembre) DECṚ(Diciembre) y ALEXṚ (Alexander). Particularmente común en lápidas.